# 戈迪贝尔陨石坑

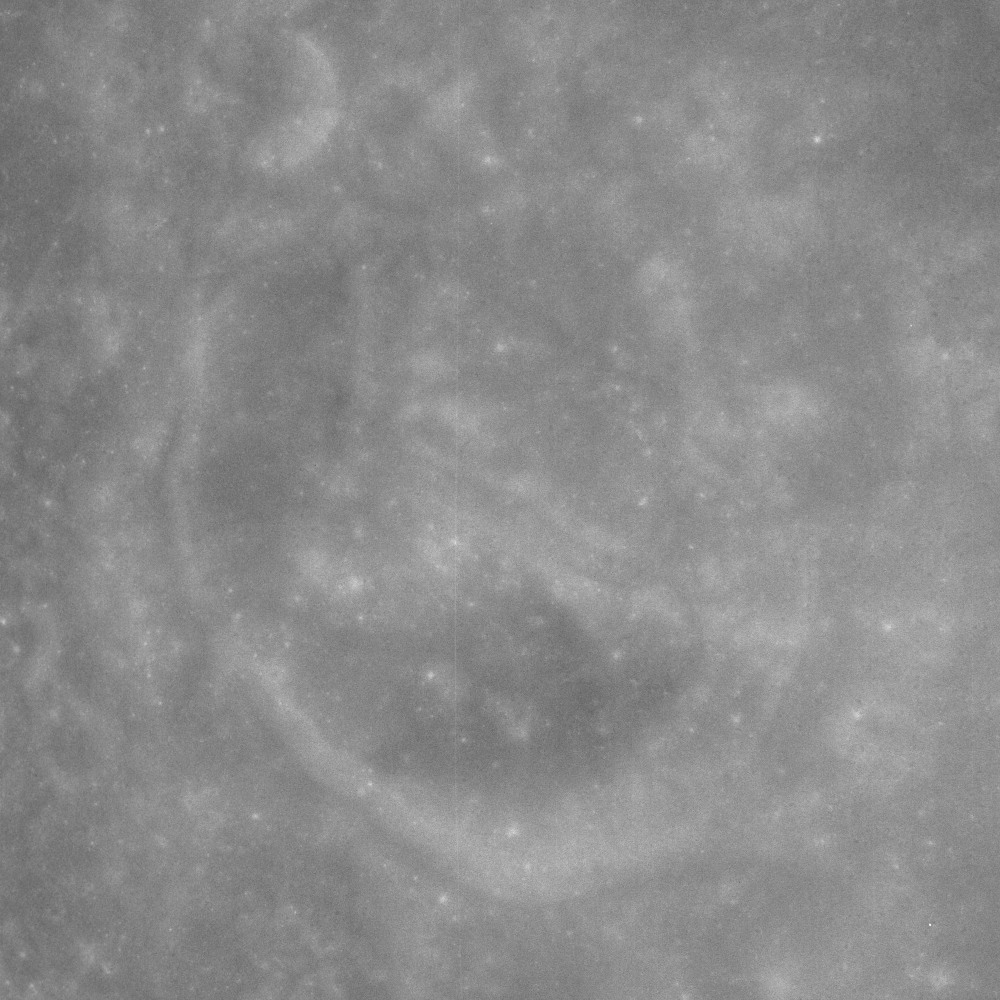
阿波罗12号拍摄的图像

戈迪贝尔陨石坑（Gaudibert）是月球正面位于酒海东北边沿的一座古老大陨坑，约形成于酒海纪，其名称取自法国业余天文学家和月面学家卡西米尔·马里·戈迪贝尔（Casimir Marie Gaudibert，1823年-1901年），1935年被国际天文学联合会批准接受。

## 描述
该陨坑西南偏西毗邻达盖尔陨石坑；西北靠近依西多禄陨石坑和卡佩拉环形山；谷登堡陨石坑位于它的东北；
东侧则是郭克兰纽陨石坑和麦哲伦陨石坑；在它的东南偏南方横亘着波伦伯格陨石坑。此外，戈迪贝尔陨石坑西南濒临酒海、西北伸展着卡佩拉月谷、丰富海坐落在它的东北、而东南方则是绵延的比利牛斯山脉
。该陨坑中心月面坐标为10°56′S 37°49′E / 10.93°S 37.82°E，直径33.1公里，深度约0.62公里。
戈迪贝尔陨石坑有一圈低矮的坑壁和不规则的坑底，使它成为一座相对不太显眼的撞击结构。该陨坑边缘外观大致圆形，但轮廓不规则，环坑壁覆盖了众多的撞击坑，整体已严重侵蚀和损毁。坑壁平均高出周边地形960米，内部容积约为820公里³。碗状的坑底凹凸不平，数道山脊将地表分割成一系列的小山峰和山谷。坑内中坐落了一群高达2000-2500米的中央山丘。南侧外壁上附靠着一对微小的碗形陨石坑（其中位于中间的是坑卫星戈迪贝尔 C）。
戈迪贝尔陨石的南面分布着数座幽灵陨石坑，其中最醒目的是卫星坑戈迪贝尔 A和戈迪贝尔 B。在太阳斜照时显示的最清楚，并形成强烈的反差和阴影。

## 陨坑横截面
该图显示了陨石坑不同方向上的截面，纵向坐标轴（Y 轴）单位为英尺，右上侧小图显示的比例尺为米。

## 卫星陨石坑
按惯例，最靠近戈迪贝尔陨石坑的卫星坑在月图上以字母标注在该坑中心点的旁边。

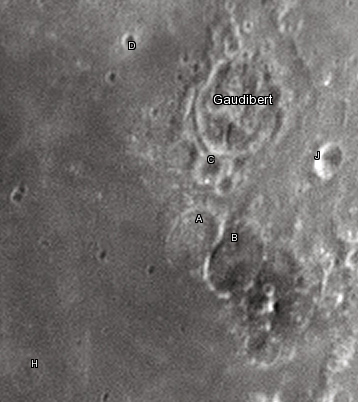
戴维·坎贝尔图片

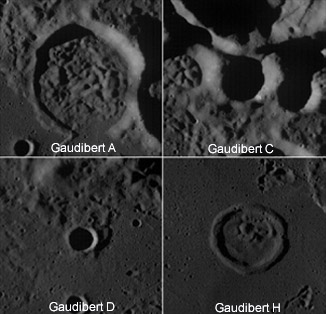
卫星坑戈迪贝尔 A、戈迪贝尔 C、戈迪贝尔 D和戈迪贝尔 H，月球勘测轨道飞行器拍摄。

| 戈迪贝尔 | 纬度    | 经度    | 直径    |
| -------- | ------- | ------- | ------- |
| A        | 12.2° S | 37.9° E | 21 公里 |
| B        | 12.3° S | 38.5° E | 21 公里 |
| C        | 11.5° S | 37.8° E | 9 公里  |
| D        | 10.5° S | 36.3° E | 5 公里  |
| H        | 13.8° S | 36.7° E | 11 公里 |
| J        | 11.1° S | 39.1° E | 10 公里 |

## 另请参阅
- Andersson, L. E.; Whitaker, E. A. . NASA RP-1097. 1982.
- Blue, Jennifer. . USGS. July 25, 2007  [2007-08-05]. （原始内容存档于2012-04-08）.
- Bussey, B.; Spudis, P. . New York: Cambridge University Press. 2004. ISBN 978-0-521-81528-4.
- Cocks, Elijah E.; Cocks, Josiah C. . Tudor Publishers. 1995. ISBN 978-0-936389-27-1.
- McDowell, Jonathan. . Jonathan's Space Report. July 15, 2007  [2007-10-24]. （原始内容存档于2012-05-26）.
- Menzel, D. H.; Minnaert, M.; Levin, B.; Dollfus, A.; Bell, B. . Space Science Reviews. 1971, 12 (2): 136–186. Bibcode:1971SSRv...12..136M. doi:10.1007/BF00171763.
- Moore, Patrick. . Sterling Publishing Co. 2001. ISBN 978-0-304-35469-6.
- Price, Fred W. . Cambridge University Press. 1988. ISBN 978-0-521-33500-3.
- Rükl, Antonín. . Kalmbach Books. 1990. ISBN 978-0-913135-17-4.
- Webb, Rev. T. W.  6th revised. Dover. 1962. ISBN 978-0-486-20917-3.
- Whitaker, Ewen A. . Cambridge University Press. 1999. ISBN 978-0-521-62248-6.
- Wlasuk, Peter T. . Springer. 2000. ISBN 978-1-85233-193-1.